# Elin Danielson-Gambogi
Elin Danielson Gambogi (Noormarkku, Gran Ducat de Finlàndia, 3 de setembre de 1861- Antignano, Itàlia, 31 de desembre de 1919), va ser una pintora finlandesa representant del Naturalisme i el Realisme.

## Biografia
El seu nom complet és Elin Kleopatra Danielson, i pot considerar-se com una de les integrants de la primera generació de dones fineses que van rebre educació professional en art, l'anomenada generació de germanes pintores. El grup també va incloure artistes com Helene Schjerfbeck.
Elin Danielson-Gambogi va néixer a un poble prop de la ciutat de Pori, a l'oest de Finlàndia. Als 15 anys, després de quedar-se òrfena de pare, el qual s'havia suïcidat, i començar a tenir certs problemes econòmics, es va traslladar a Hèlsinki i va començar els seus estudis en l'Acadèmia de Belles arts, i realitzava quadres per encàrrecs, amb els quals podia viure i estudiar decoració de porcellana sota la direcció de Fanny Sundblad.
En 1878 va assistir a cursos en l'Acadèmia Adolf Von Becker, on va aprendre a pintar a l'oli, va estudiar pintura de figures i pintura de bodegones detalladament i va aprendre a traslladar les qualitats de diversos materials: vidre, teles, Porcellana, metalls - sobre llenç. Elin va aconseguir un excel·lent domini de la tècnica i va ser una de les alumnes estrela de l'Acadèmia.
En 1883 Danielson-Gambogi va poder traslladar-se a París a estudiar gràcies a una beca del Senat de Finlàndia (la primera de les diverses que va rebre entre 1984 i 1988), i allí va prendre classes en la Academie Colarossi (sota Gustave Courtois i Raphäel Collin), i va viatjar per Bretanya durant l'estiu, on es va especialitzar a pintar retrats i naturaleses mortes.
A la seva tornada a Finlàndia va viure amb els seus parents en Noormarkku (on va obrir un taller en 1888 i va realitzar un gran retaule per a l'església Ahlaisten) i Pori. Durant les dècades de 1880 i 1890 Danielson-Gambogi va treballar com a professor a diverses escoles d'art a Finlàndia.
En 1895 va tornar a rebre una beca aquesta vegada per estudiar a Florència, Itàlia. Mentre estava residint a Itàlia es va traslladar a Antignano, un petit llogaret on va començar a dibuixar paisatges marins i, a més, es va casar, en 1896, amb un pintor italià Raffaello Gambogi (1874-1943), instal·lant-se en “Torre del Lago”. El matrimoni va realitzar exposicions a París (on també van exposar pintures en la fira mundial de 1900), Florència i Milà així com en diverses ciutats finlandeses.
Va cridar l'atenció dels crítics amb tres de les seves obres: “Levolle”, “Roba de matí” i “Neteja”. Es van fer molt populars diverses de les seves obres, especialment “En la vinya”, “Estiu” i el 1900, en la Universal de París, tres obres van ser aclamades: “Pesijätär”, un dels seus Autoretrats, i “Lago di Massaciuccoli”.
El 1911 va tornar a Finlàndia per exposar el seu treball, anava a ser l'última vegada que estigués al seu país natal.
Va tornar a Itàlia a l'octubre de 1913; va continuar pintant, organitzant una exposició col·lectiva amb Rafaello en el seu propi estudi, i participant en la Biennal de Venècia. Va enviar així mateix una obra a l'Exposició la Societat d'Art de Turku.
Elin Danielson-Gambogi va morir de pneumònia en Antagnano i va ser enterrada en el cementiri de la Misericòrdia de Livorno.